# Stefan Molyneux
Stefan Basil Molyneux (født 24. september 1966) er en canadisk YouTuber og podcaster. Han er kendt som en førende figur indenfor den højreradikale alt-right-bevægelse. Han blev i september 2020 permanent bandlyst fra PayPal, YouTube, Twitter og SoundCloud på grund af brud på politikker mod hadpropaganda.

## Baggrund
Molyneux er født i Irland, men havde sin opvækst hovedsageligt i London, indtil han flyttede med sin bror og enlige mor til Canada, hvor han har levet siden han var 11 år. Han modtog en bacheloruddannelse i historie fra McGill University i 1991 og derefter en master i historie fra University of Toronto i 1993. Herefter skabte han sig en succesfuld karriere indenfor softwareindustrien, da han startede et firma med sin bror. Men hans interesse for filosofi fik ham senere til at droppe softwarekarrieren og koncentrere sig om Freedomain Radio. Molyneux er gift med psykologen, Christina Papadopoulos og de har sammen en datter.

## Freedomain Radio
Freedomain Radio (FDR) er navnet på Molyneuxs podcast, som han har været vært for siden 2005. Podcasten består hovedsageligt af samtaler med lyttere, der ringer ind med spørgsmål om filosofi, anarki, personlige forhold, kærlighed, etik, religion, ateisme, iværksætteri, videnskab, historie og mere.